# The Adventures of Jacques

The Adventures of Jacques est un film muet américain réalisé par Lorimer Johnston et sorti en 1913.

## Fiche technique
- Réalisation : Lorimer Johnston
- Scénario : Lorimer Johnston
- Photographie : Roy F. Overbaugh
- Dates de sortie : 
  - États-Unis : 11 août 1913

## Distribution
- J. Warren Kerrigan : Jacques le Grand
- Vivian Rich : Constance
- Edith Borella
- Charlotte Burton : la reine
- Caroline Frances Cooke
- George Field : le fou du roi
- R. Henry Grey : le roi
- Violet Knights
- Louise Lester
- Jack Richardson